# Laur Franzon

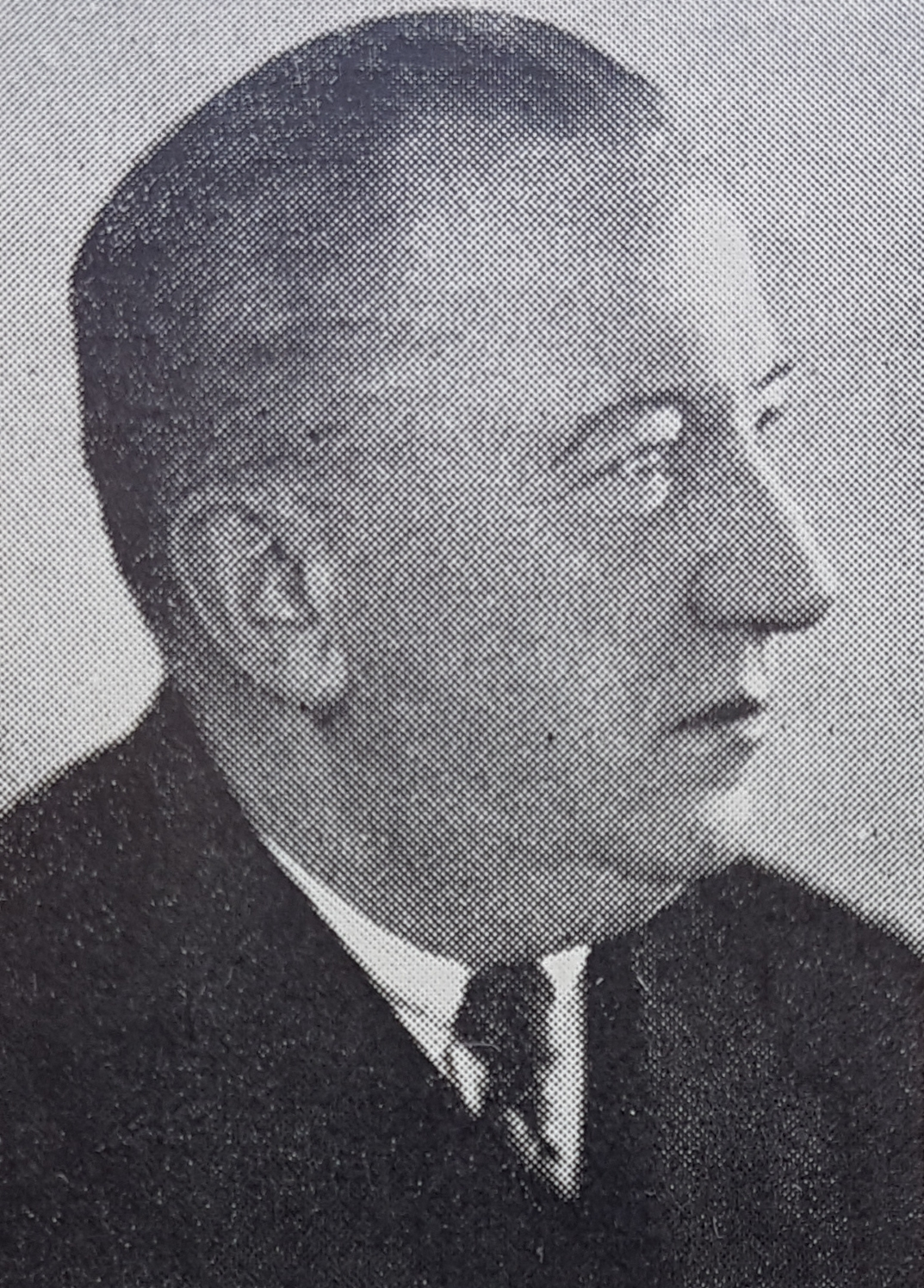
Laur Franzon

Fritz Laur Franzon, född 31 januari 1890 i Borås, död 19 januari 1968 i Norrtälje, var en svensk köpman och socialdemokratisk riksdagspolitiker.
Franzon var anställd som snickarlärling i Borås till 1909, i Stockholm 1909—1910, snickare i Norrtälje 1910—1916, biträde och kassör i Koop. Han anställdes vid Handelsförbundet 1916—1919 och var kontorschef vid Roslagens El AB 1919-1921.
Franzon var ledamot av Norrtälje stadsfullmäktige från 1918, därunder av fattigvårdsstyrelsen, nykterhetsnämnden, samt var stadsfullmäktiges ordförande från 1939. Han var ledamot av styrelsen för Stockholms läns socialdemokratiska partidistrikt, ordförande i pensionsnämnden från 1922, ordförande i beredningsutskottet, ledamot i Statens prisregleringsnämnd för elektrisk ström, ordförande i Sveriges radiohandlares riksförbund, samt ordförande i Norrtälje arbetarkommun. 
Franzon var landstingsledamot från 1931 och ledamot av riksdagens första kammare 1939-1956 för Stockholms och Uppsala läns valkrets.
Franzon gifte sig 1913 med Anna Eklund, född 1886.